# プレイン・ホワイト・ティーズ
プレイン・ホワイト・ティーズ (英: Plain White T's) とは、アメリカ合衆国イリノイ州出身の五人組ポップ・ロックバンドである。
メンバーの見た目は若いが、実は結成から15年以上も経つベテランバンドであり、若い世代を中心に高い人気を誇っている。
2007年に発表した彼等の代表曲「ヘイ・ゼア・デリラ」（英: Hey There Delilah）が、全米シングルチャートで1位をとった事から、一気にスターダムへとのし上がった。ちなみに、この曲は2008年に開催された「第50回グラミー賞」にて、「最優秀楽曲賞」と「最優秀ポップ・ディオ／グループ」の2部門にノミネートされている。

## 現在のメンバー
- トム・ヒッゲンソン（英語版） - (ヴォーカル・ギター担当)
- デイヴ・ティリオ（英語版） - (ギター担当)
- ティム・ロペス（英語版） - (ギター)
- マイク・レトンド（英語版） - (ベース担当)
- デマー・ハミルトン（英語版） - (ドラム担当)

### 旧メンバー
- スティーヴ・マスト（英語版） - (元ギター担当、2005年に脱退。)
- ケン・フレッチャー - (元ベース担当、2003年に脱退。)

## 略歴

### 結成:アンダーグランド時代
1997年に、トム・ヒッゲンソンが高校時代の友人であった、デイヴ・ティリオ、ケン・フレッチャーと共に結成。それから、数年後にスティーヴ・マストもバンドに加わった。バンド名は、「純白のTシャツのような、クールなバンドになりたい」という思いから、「プレイン・ホワイト・ティーズ(純白のTシャツ)」と名付けられた。なお、結成時のメンバー構成は、トム(ヴォーカル)・スティーヴ・マスト(ギター)・ケン・フレッチャー(ベース)・デイヴ(ドラム)であり、現在のメンバーとは大きく異なっている。その後しばらくの間、熱心に地元のイリノイ州でのライヴ活動を行いながら、着実に知名度を上げていった。
しかし、1999年に入ると、トム・ヒッゲンソンが車での交通事故を起こし、腎臓と肺が破裂する重傷を負ってしまう。彼が回復した後に、バンド活動を再開。
そして2001年に、初となる、自主制作音源アルバム「Come on Over」を発表。

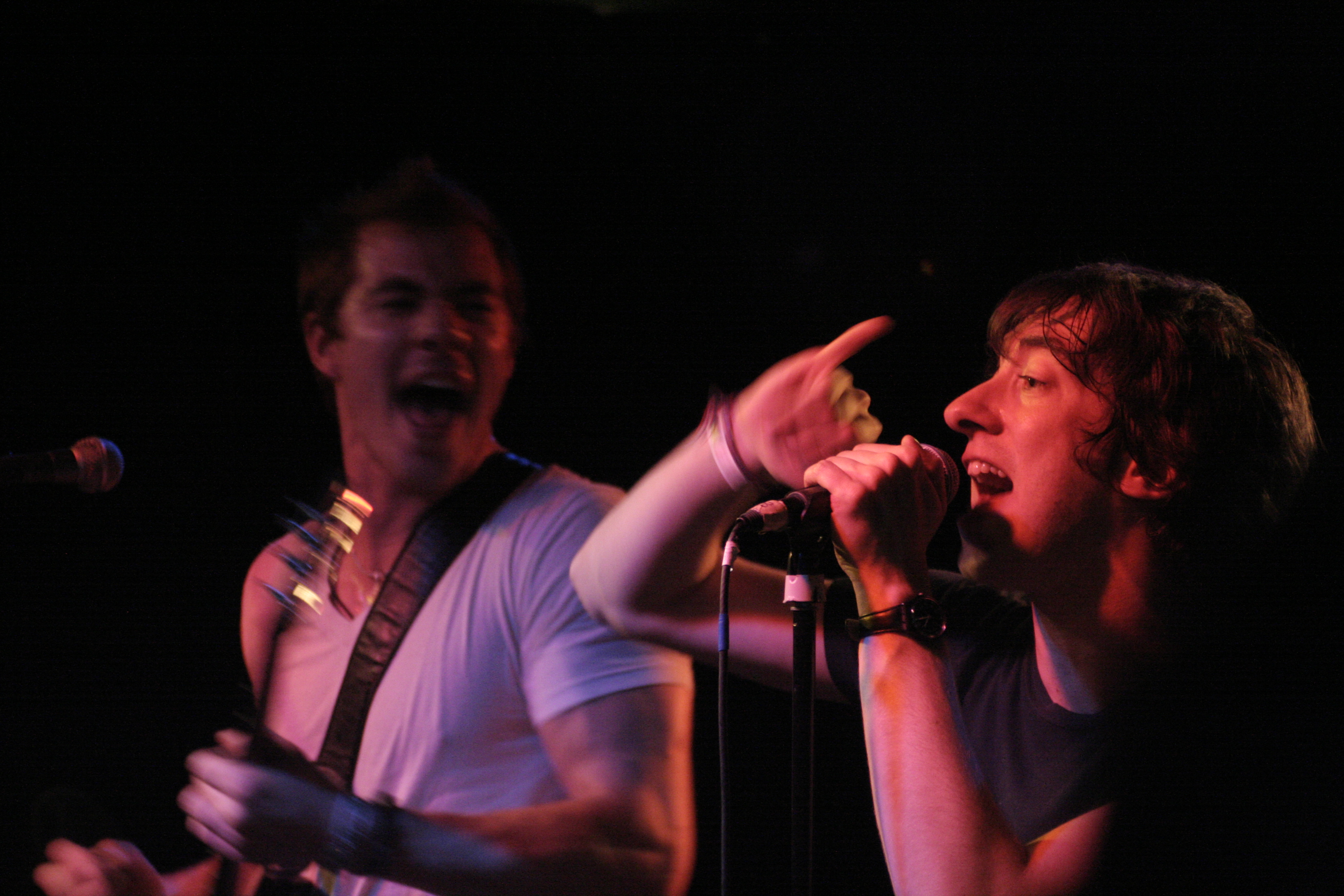
写真手前トム、奥はティム。

それから約1年後の2002年には、2枚目となる自主制作音源アルバム「Stop」を発表している。その直後に、デイヴ・ティリオが、ドラム担当からギター担当へと変更。これに続く形で、この後、バンドメンバーの大幅なメンバーチェンジが行われた。まず、スティーヴ・マストがバンドから脱退した為、新たにティム・ロペスが加入。更には、ケン・フレッチャーがバンドから脱退した為に、新たにマイク・レトンドとデマー・ハミルトンが加入している。
その後、まもなくして、アメリカ大手インディーズレーベルのフィアレス・レコードと契約を結び、2004年5月にデビューアルバムの制作を開始した。
そして2005年1月25日に、1stフルアルバム「All That We Needed」を発表。

### 2006年-2007年:「Hey There Delilah」の世界的大ヒット
2006年に入ると、モーション・シティ・サウンドトラック等人気バンドとのツアーを経て、大手メジャーレーベルのハリウッド・レコードへと移籍。そして同年9月12日には、2ndアルバム「Every Second Counts」を発表し、全米アルバムチャートにて最高10位を記録。直後に、同アルバムからの1stシングル「Hate (I Really Don't Like You)」を発表し、全米シングルチャートにて、最高68位を記録した。
2007年に入ると、同アルバムから、2ndシングルとなる「Hey There Delilah」を発表。すると、全米シングルチャートにて、二週連続1位を記録する大ヒットを記録。またドイツ、カナダなど、各国のシングルチャートでも、1位を記録。同年7月には、アメリカの大手ラジオ局で「最も放送された楽曲」にも選ばれた。
この「Hey There Delilah」の大成功を受け、同曲を収録した2ndアルバム「Every Second Counts」の人気が再燃し、結果的に全米で50万枚以上を売り上げるヒットを記録。ゴールド・ディスクに認定された。

### 2008年-2009年:3rdアルバム「Big Bad World」
2008年2月10日に開催された「第50回グラミー賞」において、Hey There Delilahが「ベスト・ポップ・パフォーマンス・グループ」にノミネートされた。
2008年9月23日には、3rdアルバム「Big Bad World」を発表し、全米アルバムチャートにて33位を記録。このアルバムからは、1, 2, 3, 4 と、Natural Disaster の二曲のヒットシングルが生まれている。

### 2010年以降:4thアルバム「The Wonders Of The Younger」
2010年に入ると、映画アリス・イン・ワンダーランドのサウンドトラック、「オールモスト・アリス」に Welcome to Mystery という楽曲を提供。その後、12月7日には、ニューアルバム「The Wonders Of The Younger」もリリースされた。

## ディスコグラフィー

### アルバム
| 発売日        | アルバムのタイトル         | 販売レーベル      | 全米ビルボードアルバムチャート最高位 |
| ------------- | -------------------------- | ----------------- | ------------------------------------ |
| 2005年1月25日 | All That We Needed         | Fearless records  |                                      |
| 2006年9月12日 | Every Second Counts        | Hollywood Records | 10位                                 |
| 2008年9月23日 | Big Bad World              | Hollywood Records | 33位                                 |
| 2010年12月7日 | The Wonders Of The Younger | Hollywood Records | 149位                                |

### シングル
| 発表年 | タイトル                       | 収録アルバム        | 各チャート最高位          | 各チャート最高位          | 各チャート最高位          | 各チャート最高位                | 各チャート最高位     |
| 発表年 | タイトル                       | 収録アルバム        | Billboard Hot 100 Hot 100 | Billboard Pop 100 Pop 100 | Modern Rock Tracks ドイツ | Mainstream Rock Tracks イギリス | RIANZ オーストラリア |
| ------ | ------------------------------ | ------------------- | ------------------------- | ------------------------- | ------------------------- | ------------------------------- | -------------------- |
| 2004年 | All That We Needed             | All That We Needed  | N/A                       | N/A                       | N/A                       | N/A                             | N/A                  |
| 2005年 | Take Me Away                   | All That We Needed  | N/A                       | N/A                       | N/A                       | N/A                             | N/A                  |
| 2006年 | Hey There Delilah              | All That We Needed  | N/A                       | N/A                       | N/A                       | N/A                             | N/A                  |
| 2006年 | Hate (I Really Don't Like You) | Every Second Counts | 68                        | 61                        | N/A                       | N/A                             | N/A                  |
| 2007年 | Hey There Delilah (再発)       | Every Second Counts | 1                         | 1                         | 1                         | 2                               | 3                    |
| 2007年 | Our Time Now                   | Every Second Counts | 90                        | 66                        | N/A                       | 114                             | 37                   |
| 2008年 | Natural Disaster               | Big Bad World       | 125                       | N/A                       | N/A                       | N/A                             | N/A                  |
| 2008年 | 1, 2, 3, 4                     | Big Bad World       | 51                        | 48                        | N/A                       | N/A                             | N/A                  |

### ミニアルバム
- Rip Off the Hits (2001年)
- Hey There Delilah (2007年)

## 音楽性

### 1stアルバムと2ndアルバム
「マイケミやフォール・アウト・ボーイに続くのは、こいつらだ！」と多くのメディアからも書かれている通り、一般的にはエモやポップ・パンク系バンドだと紹介されることが多い彼等だが、実際には「親しみやすいポップなメロディを全面的に押し出した、ポップなパンク・ロック」であり、敢えてジャンルを述べるなら、いわゆるパワーポップに近い音楽性である。
また、彼らの作詞のセンスには目を見張るものがあり、遠回しな表現を一切せず直接的に感情を表現している所が、同系統のバンド群とは大きく異なる。例えば、「Hate (I Really Don't Like You)」という曲の、「強い言葉で申し訳ないけど、君のことが大嫌いだ」という意味の一節など。

### 3rdアルバム「Big Bad World」以降
2ndアルバムまでは、いわゆるポップ・パンク／エモ系の楽曲を中心に作ってきた彼らだが、3rdアルバム以降は更にポップで落ち着いた楽曲が増えるようになる。同時期にリリースされた楽曲「1, 2, 3, 4」を筆頭に、ポップ・ロック／フォーク・ロック辺りの影響が強く受けたサウンドが多く、以前のような疾走系の楽曲は少し影を潜めるようになる。

## トム・ヒッゲンソンの交通事故
1999年に交通事故を起こし、腎臓と肺が破裂する瀕死の重傷を負ったトムだが、この出来事がバンドの成長に大きく繋がったと、本人は語っている。
「この事故で死ななかったことが、逆に僕に生の強さと尊さを与え、プレイン・ホワイト・ティーズの音楽性を内面から高めた」のだと。

## ノミネート歴
| 開催年 | 授賞式名          | ノミネートされた部門                                                    | 結果       |
| ------ | ----------------- | ----------------------------------------------------------------------- | ---------- |
| 2003年 | mtvU Woodie Award | The Breaking Woodie（最優秀新人賞）                                     | 授賞       |
| 2007年 | Teen Choice Award | Choice Summer Song として Hey There Delilah がノミネート。              | 授賞       |
| 2008年 | グラミー賞        | Best Pop Performance by a Group として Hey There Delilah がノミネート。 | ノミネート |

## 外国公演
- 2008年4月、日本、PUNKSPRING2008。千葉県にある幕張メッセ。